# Michał Pirko

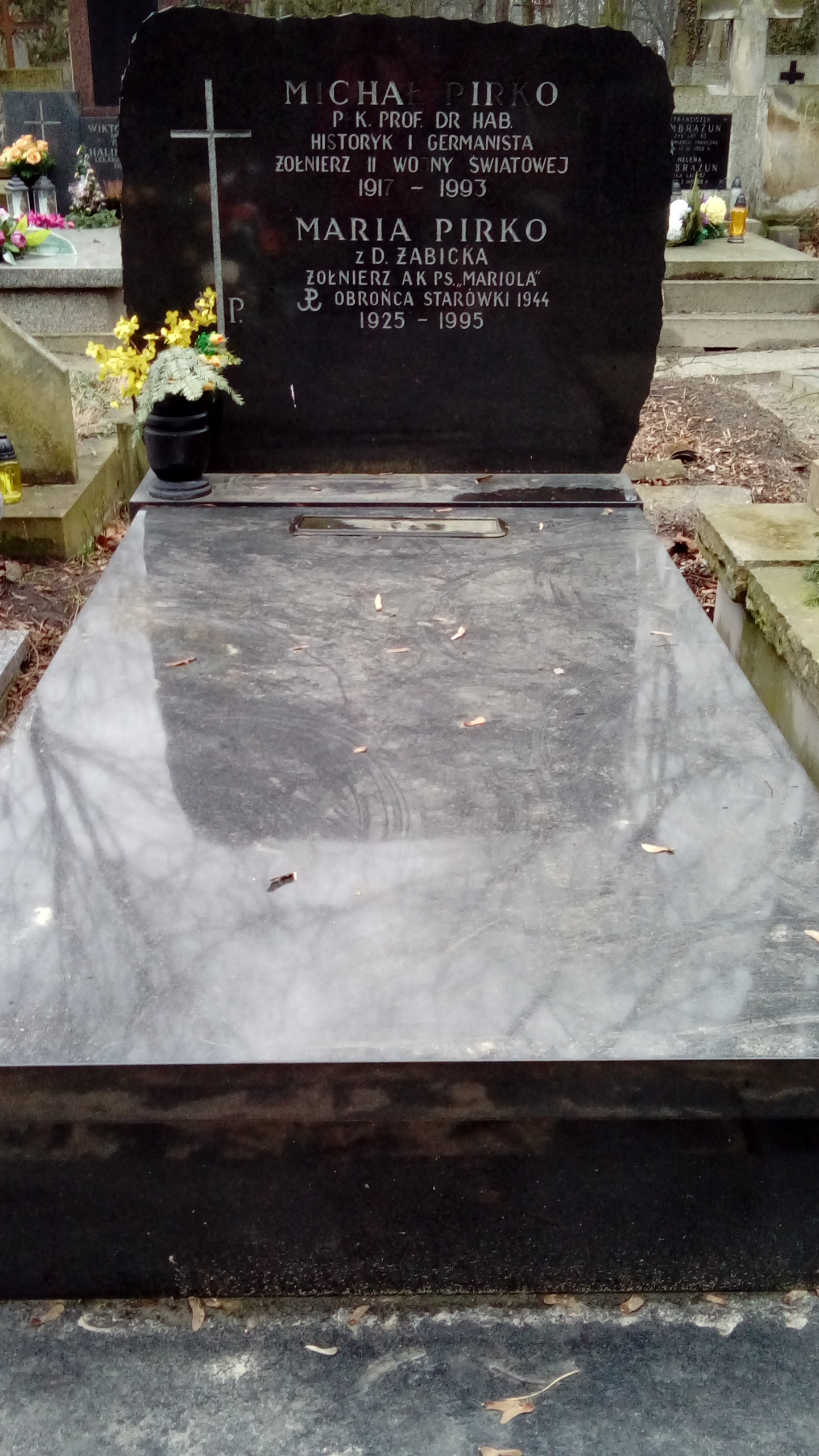
Grób Michała Pirko na cmentarzu Powązkowskim

Michał Pirko (1917–1993) – polski historyk i germanista, badacz dziejów ruchu robotniczego, prof. dr hab., pułkownik Wojska Polskiego. 

## Życiorys
Doktorat w 1960 na UW (Niemiecka polityka wywłaszczeniowa na ziemiach polskich w latach 1907-1908; promotor: Rafał Gerber).
Był pracownikiem Wojskowej Akademii Politycznej. Do 1986 roku był tam kierownikiem Katedry Historii Międzynarodowego Ruchu Robotniczego. Zawodową służbę wojskową zakończył 30 grudnia 1986 r. W latach 1985–1990 członek Rady Naczelnej i Zarządu Głównego ZBoWiD. Pochowany na cmentarzu Powązkowskim (kwatera 273-5-16).

## Wybrane publikacje
- Teksty źródłowe do historii powszechnej 1870-1914, cz. 1, oprac. Michał Pirko, przy współpr. Mariana Leczyka, Warszawa: Wojskowa Akademia Polityczna im. F. Dzierżyńskiego 1959.
- (współautor: Marian Leczyk), Wybór materiałów źródłowych do historii międzynarodowego ruchu robotniczego 1848-1871, Warszawa: Wojskowa Akademia Polityczna im. F. Dzierżyńskiego 1961.
- (współautor: Marian Leczyk), Wybór materiałów źródłowych do historii międzynarodowego ruchu robotniczego 1871-1919, Warszawa : Wojskowa Akademia Polityczna im. F. Dzierżyńskiego 1962.
- (współautorzy: Edward Barszcz, Marian Leczyk), Wybór materiałów źródłowych do historii międzynarodowego ruchu robotniczego 1918-1943, cz. 1-3, Warszawa: Wojskowa Akademia Polityczna im. F. Dzierżyńskiego1969.
- Bülow a sprawa polska, Warszawa: Wojskowa Akademia Polityczna im. F. Dzierżyńskiego 1963.
- Niemiecka polityka wywłaszczeniowa na ziemiach polskich w l. 1907-1908, Warszawa: Wydawnictwo Ministerstwa Obrony Narodowej 1963.
- (współautorzy: Leszek Grot, Ignacy Pawłowski, Wielkopolska w walce o niepodległość 1918-1919: wojskowe i polityczne aspekty powstania wielkopolskiego, Warszawa: Wydawnictwo Ministerstwa Obrony Narodowej 1968.
- Materiały źródłowe do historii międzynarodowego ruchu robotniczego po II wojnie światowej: narady i uchwały konferencji partii komunistycznych i robotniczych 1947-1967, oprac. Marian Leczyk, Michał Pirko, Warszawa: Wojskowa Akademia Polityczna im. F. Dzierżyńskiego 1969.
- Rewolucja Październikowa z perspektywy półwiecza, red. nauk. Michał Pirko, Warszawa: Wojskowa Akademia Polityczna im. F. Dzierżyńskiego 1969.
- (współautor: Marian Leczyk), Historia stosunków międzynarodowych 1919-1939, cz. 1-3, Warszawa: Wojskowa Akademia Polityczna im. F. Dzierżyńskiego 1969-1970.
- (współautor: Edward Barszcz), Skrypt tezowy z historii powszechnej i międzynarodowego ruchu robotniczego: dla słuchaczy studiów zaocznych Wydziału Historyczno-Politycznego, Warszawa: Wojskowa Akademia Polityczna im. F. Dzierżyńskiego 1971.
- (współautorzy: Ludwik Bazylow, Marian Leczyk), Historia międzynarodowego ruchu robotniczego, cz. 1-3, Warszawa: Wojskowa Akademia Polityczna 1972-1975.
- (współautorzy: Ludwik Bazylow, Marian Leczyk), Historia międzynarodowego ruchu robotniczego, Warszawa: Wydaw. Min. Obrony Narodowej 1980.
- (współautorzy: Bolesław Krasiewicz, Janusz Teleszyński), Stosunki międzynarodowe w świetle aktów państwowych i dokumentów źródłowych, cz. 1-2, Warszawa: WAP 1981.
- (współautor: Bolesław Krasiewicz), Historia stosunków międzynarodowych, cz. 1: 1789-1918, Warszawa: WAP 1985.
- (współautor: Marian Leczyk), Historia stosunków międzynarodowych, cz. 2: 1919-1939, Warszawa: WAP 1985.

## Nagrody
- Złote Pióro Żołnierza Wolności za publicystykę z dziedziny historii i tradycji ludowego Wojska Polskiego (1977)[4]